# Gabrielle Scellier
 (septembre 2023).
Si vous disposez d'ouvrages ou d'articles de référence ou si vous connaissez des sites web de qualité traitant du thème abordé ici, merci de compléter l'article en donnant les références utiles à sa vérifiabilité et en les liant à la section « Notes et références ».
Gabrielle Scellier, née le 11 mars 1911 à Le Boisle et morte le 8 février 2004 à Salouël, est une pharmacienne et femme politique française.

## Biographie
Pharmacienne de métier, elle est élue maire d'Airaines en 1959 jusqu'en 1971. En 1961, elle est élue conseillère générale du canton de Molliens-Dreuil, mandat qu'elle détient jusqu'en 1985,  et devient vice-présidente à compter de 1973.
Elle est suppléante de Pierre Maille en 1966 et de 1968. Elle accède au Sénat au décès de Pierre Maille, en 1973, et devient de facto conseillère régionale de Picardie. Elle renonce à se présenter aux élections sénatoriales de 1977.
Elle se retire de la vie politique en 1985.

## Détail des fonctions et des mandats
Mandat parlementaire
1959 - 1971 : Maire d'Airaines
1961 - 1985 : conseillère générale du canton de Molliens-Dreuil
1973 -1977 : conseillère régionale de Picardie
- 17 novembre 1973 - 2 octobre 1977 : Sénatrice de la Somme